# 古市镇 (修水县)
古市镇，是中华人民共和国江西省九江市修水县下辖的一个乡镇级行政单位。

## 行政区划
古市镇下辖以下地区：
古市岭社区、杨坊村、河桥村、月塘村、东皋村、草坪村、双港村、矮岭村、杨田村、冷水井村、下东山村、上东山村、汪坪村、画坪村和苏区村。